# Victor-Léon-Ernest Denain
Victor-Léon-Ernest Denain (Dax, 6 novembre 1880 – Nizza, 31 dicembre 1952) è stato un generale e aviatore francese, veterano della prima guerra mondiale, nel primo dopoguerra ricoprì l'incarico di capo di Stato Maggiore dell'Armée de l'Air dal 1 aprile 1933 al 14 settembre 1934, e fu ministro dell'aviazione dal 9 febbraio 1934 al 22 gennaio 1936 sotto i governi Doumergue II, Flandin I, Fernand Bouisson e Laval IV. Autore della prefazioni dei seguenti libri: Hélène Boucher, jeune fille française Grands raids d'avions e La Navigation aérienne simplifiée.

## Biografia

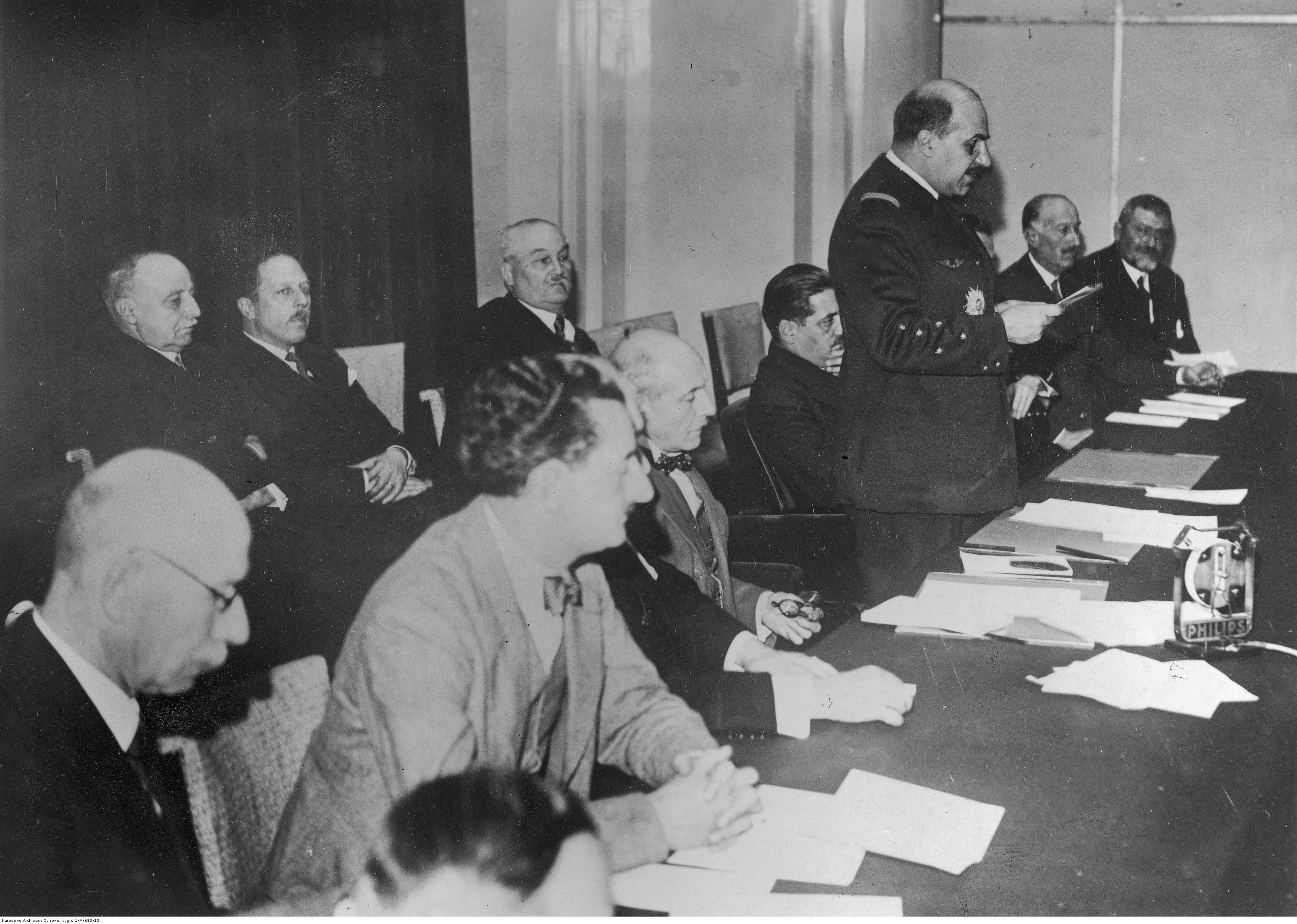
Il generale Denain, in piedi nella foto, al 15º Salone dell'aviazione di Parigi-Le Bourget nel 1936. Nella foto si notano anche Henry Potez, Louis Blériot, il ministro François Piétri, il viceministro dell'aviazione Charles Delesalle, e il ministro dei lavori pubblici Laurent Eynac.

Nacque a Dax (Landes) il 6 novembre 1880, a partire dall'ottobre 1901 frequentò l'École spéciale militaire de Saint-Cyr, (Promotion Centenaire de la Légion d’honneur),  da cui uscì nel 1903 assegnato all'arma di cavalleria. Prestò servizio dapprima come sottotenente presso il 6º Reggimento Cacciatori a cavallo, e a partire dal mese di ottobre del 1905, come Primo Tenente nel 5º Reggimento Cacciatori d'Africa con cui eseguì una campagna militare nei territori meridionali. Dopo aver frequentato i corsi della Scuola Superiore di guerra fu assegnato, con il grado di capitano, allo stato maggiore della IIIe Armée. Dopo lo scoppio della prima guerra mondiale, nell'ottobre 1914 rimane gravemente ferito alla testa dalla scheggia di un proiettile di cannone, e per questo viene citato all'ordine del giorno dell'esercito. Nel giugno 1915 abbandonò lo Stato maggiore e, a domanda, fu trasferito all'Aéronautique Militaire, dove diventa allievo pilota presso la scuola di volo di Étampes. Ottiene il brevetto di pilota militare il 18 agosto dello stesso anno, e nel mese di settembre assume il comandò delle forze aeree alleate operanti sul fronte orientale, con Quartier generale a Salonicco, in Grecia, ottenendo in quello stesso anno il titolo di Cavaliere della Legion d'onore. Viene fatto Ufficiale nel settembre 1918, quando le squadriglie al suo comando partecipano alla vittoriosa offensiva che costrinse la Bulgaria a chiedere all’armistizio con gli Alleati. Nel maggio 1919, dopo qualche settimana trascorsa presso l'Ispettorato tecnico dell'aviazione, assume la carica di comandante dell'aeronautica militare presente in Levante (Siria e Libano).  Ritornato in Patria nel maggio 1923, promosso al grado di tenente colonnello, assume l'incarico di addetto alla casa militare del Presidente della Repubblica Alexandre Millerand. Nel giugno 1925 diviene colonnello, e a partire dal 1927 frequenta un corso di perfezionamento presso il Centro di Alti Studi Militari. Nel giugno 1928 viene elevato al rango di generale di brigata, e a partire dal 2 agosto successivo assume l'incarico di comandante della Missione militare francese in Polonia. Lasciò tale incarico il 10 gennaio 1931, e il 24 settembre assunse il comando ad interim della 3ª Divisione aerea basata a Tours. Da quel momento la sua carriera fu estremamente rapida.
All'inizio degli anni trenta del XX secolo l'industria aeronautica francese stava subendo un lento, ma costante, declino, e produceva velivoli non all'altezza delle similari costruzioni estere. Le cose iniziarono a cambiare con la nomina, il 31 gennaio 1933, a primo ministro del radicale Édouard Daladier. Il 10 marzo dello stesso anno, su disposizione del nuovo ministro dell'aviazione Pierre Cot, divenne il primo Capo di stato maggiore della neocostituita Armée de l'Air, nomina effettiva dal 1º aprile, sostituendo il generale Joseph-Édouard Barès. Con l'avvento al potere di Adolf Hitler in Germania, che esordì come Cancelliere denunciando i trattati firmati dai precedenti governi tedeschi, e iniziando il riarmo dell'esercito, della marina e dell'aviazione, i governanti francesi decisero di dare inizio al riequipaggiamento delle proprie forze armate con materiali più moderni, in particolare dell'aviazione allora dotata di materiale obsoleto. Insieme a Cot affrontò immediatamente le questioni tecnologiche legate al potenziamento dell'Armée de l'Air, facendo costruire tutta una serie di nuovi velivoli per rendere il servizio di trasporto aereo competitivo, lavorando con i tutti i maggiori produttori di aeromobili al fine di migliorare la progettazione e la costruzione degli aerei, avviando numerose riforme e giungendo a minacciare di nazionalizzare l'intera industria aeronautica se gli industriali non avessero collaborato. Nel giugno 1933 il Supremo Concilio Aeronautico studiò un piano di rafforzamento dell'aviazione militare, denominato Plan I, che prevedeva la costruzione di 1.010 nuovi aerei a partire dallo stesso anno. Tale piano venne approvato dal parlamento nel corso del 1934. Lasciò l'incarico il Capo di Stato Maggiore il 6 febbraio 1934 per assumere quello di Ministro dell'aviazione il 9 dello stesso mese.
Oltre che come politico, si dimostrò molto abile anche come pilota, effettuando viaggi di ispezione che diventarono eccellenti prestazioni aeronautiche. Per assistere ai funerali di re Alessandro I di Jugoslavia, svoltisi il 17 ottobre 1934, pilotò personalmente il velivolo assegnatogli, un Breguet Bre 27, verso Belgrado, accompagnato da due squadriglie di Breguet Bre 19 e da una di caccia Dewoitine D.500. Durante il suo mandato fu fautore della creazione dell'École de l'Air di Salon-de-Provence, e dello sviluppo dell'aviazione militare francese, e durante il governo Doumergue annunciò che la Francia avrebbe organizzato una corsa Parigi-Hanoi nel 1935, sul modello della gara Londra-Melbourne.
Come ministro dell'aviazione servì sotto i governi Doumergue II, Flandin I, Fernand Bouisson e Laval IV. Il 7 gennaio 1936 venne nominato Comandante della 5ª Regione aerea di Algeri, lasciando la carica di ministro il 24 dello stesso mese. In seguito fu Ispettore generale delle forze aeree d'oltre mare, passando definitivamente in riserva il 6 novembre 1937. Il 2 settembre 1939, con l'entrata in guerra della Francia, venne richiamato in servizio attivo, con il ruolo di Consigliere speciale del Ministro della difesa nazionale e della guerra. Il 30 dello stesso mese fu nominato responsabile del reclutamento, organizzazione e formazione delle forze armate polacche costituite in territorio francese. Dopo la resa della Francia si ritirò a vita privata, e si spense a Nizza il 31 dicembre 1952. La salma fu tumulata nel cimitero di Monthléry (Essonne).

### Annotazioni
1. ↑  Di Antoine Redier, edito da Flammarion, parigi, nel 1935.
2. ↑  Di Jacques Mortane, 1936.
3. ↑  Di Francis d’Autheville, 1938.
4. ↑  Durante l'espletamento di tale incarico diventa un protetto del generale Maxime Weygand.
5. ↑  Tale ruolo era eminentemente politico, e favoriva la vendita di materiale militare francese alle forze armate polacche.
6. ↑  Venne creato il Centro di sperimentazione aerea militare (Centre d'expérimentation aérienne militaire) di Reims, e furono aumentate le ore di volo addestrative dei piloti militari.
7. ↑  Uno dei primi atti, datato 5 marzo 1934, vide la soppressione per decreto della Direzione tecnica generale (Direction générale technique).

### Fonti
1. 1 2 3 4  Heuser 2010, p. 337.
2. 1 2 3 4 5  Marcel Catillon, Qui était qui ? Mémorial de l'Aéronautique, Tome 2, Nouvelles Éditions Latines (NEL), Paris, 2004.
3. ↑  Roche d'Estrez 1953, p. 109.
4. 1 2  Grand Larousse Encyclopédique.
5. ↑  Churchill, Gilbert 1977, p. 569.
6. ↑  Chapman 1991, p. 25.
7. 1 2  Chapman 1991, p. 31.
8. 1 2  Chapman 1991, p. 33.
9. ↑  Hingham, Parillo 2003, p. 67.
10. ↑  Hingham, Parillo 2003, p. 65.
11. ↑  Higham, Harris 2006, p. 54.
12. 1 2  Chapman 1991, p. 34.
13. ↑  Alexander 2003, p. 147.
14. ↑  Kaufmann, Kaufmann 2002, p. 52.
15. ↑  Emmanuel Chadeau,  L'industrie aéronautique en France 1900-1950: da Blériot a Dassault, Fayard, Paris 1987.
16. ↑  A. Van Hoorebeeck, La conquête de l'air: Chronologie de l'aérostation, de l'aviation et de l'astronautique, tome 1,  Marabout Université, Verviers, 1967.
17. ↑  Aero digest, 1934, Aeronautical Digest Pub. Corp., pag.22.
18. ↑  "Le général Denain face au défi allemand : continuité, ambitions et déceptions (février 1934 – janvier 1936)" in Thierry Vivier: La Politique Aéronautique Militaire de la France: janvier 1933–septembre 1939, Editions L'Harmattan, 1997, p. 136. ISBN 978-2-73845-033-3.
19. ↑  Gannes, Marion 1936, p. 10.
20. ↑  Gannes, Repard 1937, p. 142.